# Eugen Maucher

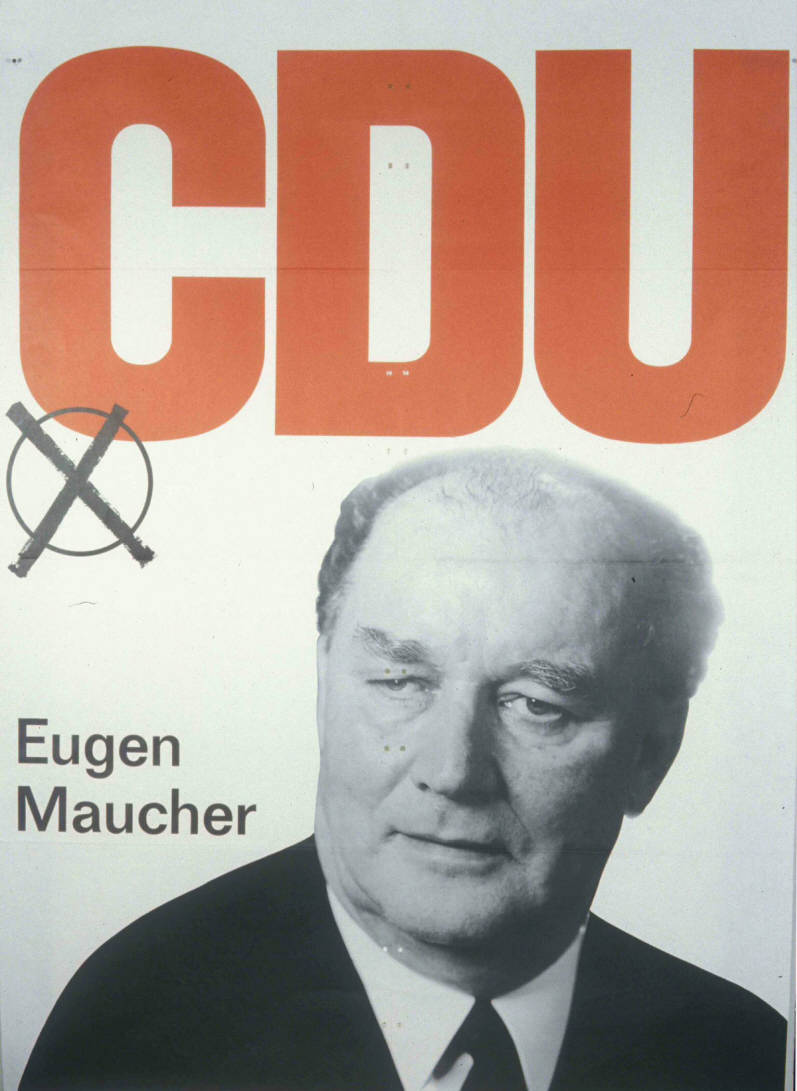
Kandidatenplakat zur Bundestagswahl 1969

Eugen Maucher (* 16. Juli 1912 in Gaisbeuren; † 4. Dezember 1991 in Biberach an der Riß) war ein deutscher Politiker der CDU.

## Leben
Eugen Maucher war zuerst Landwirt im elterlichen Betrieb. Später arbeitete er für eine Spar- u. Darlehnskasse. 1940 bis 1945 war er in der Wehrmacht und kehrte schwerkriegsbeschädigt zurück. Nach dem Krieg war er Angestellter beim Versorgungsamt Ravensburg.

## Partei
Bis 1933 gehörte Maucher dem Jungzentrum an. 1946 war er Mitbegründer der CDU Gaisbeuren. In den 1960er Jahren war er Vorsitzender des CDU-Kreisverbandes Biberach.

## Abgeordneter
Maucher gehörte von 1951 bis 1972 dem Gemeinderat von Biberach an der Riß an. Er war von 1947 bis 1952 für den Wahlkreis Biberach Mitglied des Landtags für Württemberg-Hohenzollern und danach von 1952 bis zum 11. Juli 1958 des Landtags von Baden-Württemberg, bevor er sein Mandat niederlegte. Sein Nachfolger wurde Eugen Braun. Dem Deutschen Bundestag gehörte Maucher von 1953 bis zum 16. September 1956 und vom 30. Januar 1958, als er für den verstorbenen Josef Brönner nachrückte, bis 1976 an. Auch hier vertrat er den Wahlkreis Biberach.

## Ehrungen
- 1968: Verdienstkreuz 1. Klasse der Bundesrepublik Deutschland
- 1973: Großes Verdienstkreuz der Bundesrepublik Deutschland[2]
- 1987: Großes Verdienstkreuz mit Stern der Bundesrepublik Deutschland